# Katharina von Bora
Katherina von Bora (n. 29 ianuarie 1499 - d. 20 decembrie 1552, Torgau) a fost o călugăriță catolică convertită la protestantism. În anul 1525 devine soția lui Martin Luther, liderul Reformei protestante din Germania. Este considerată una dintre figurile feminine importante în Reformă, datorită rolului pe care l-a avut în definirea familiilor protestante.

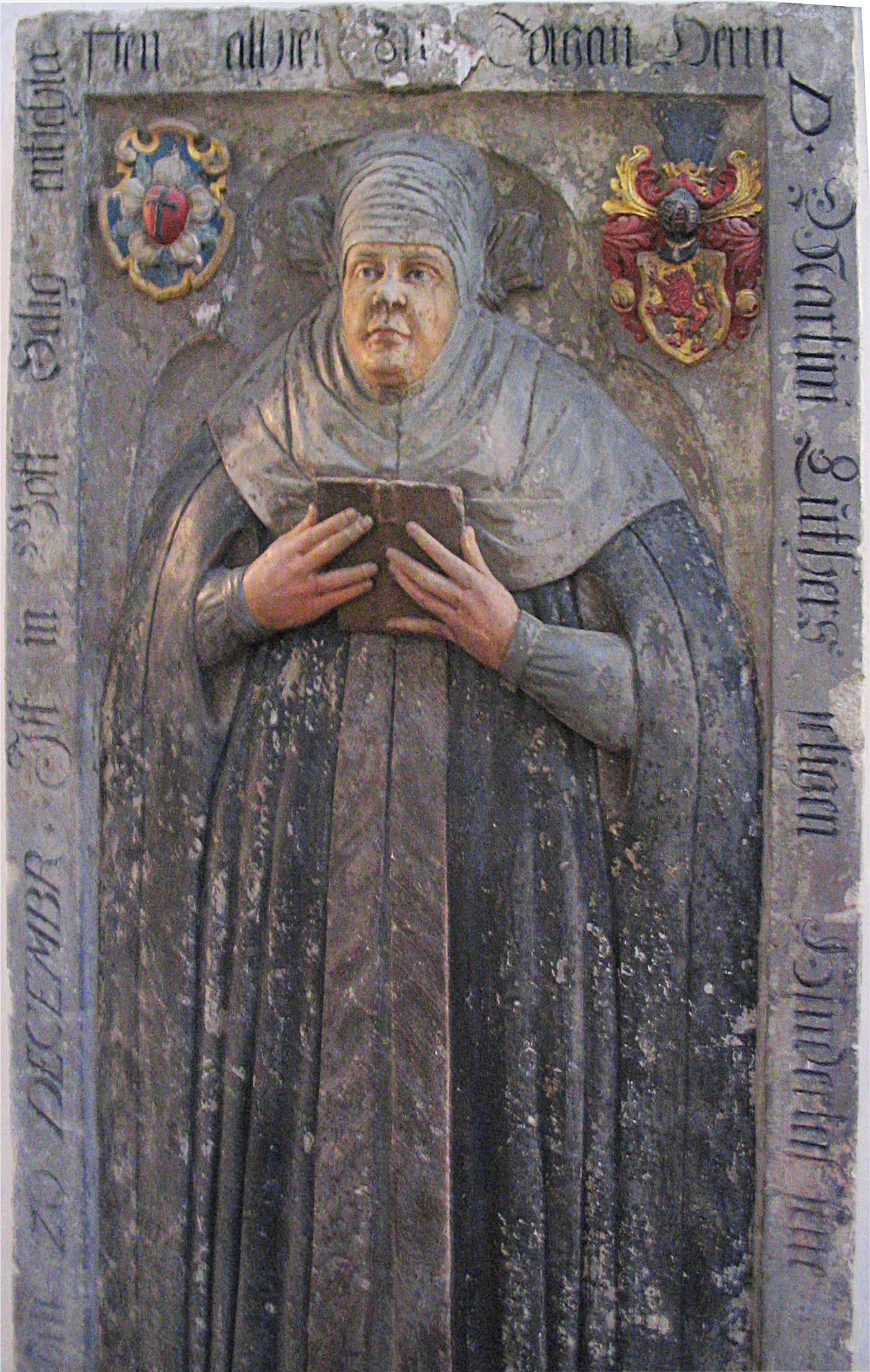
Epithaph

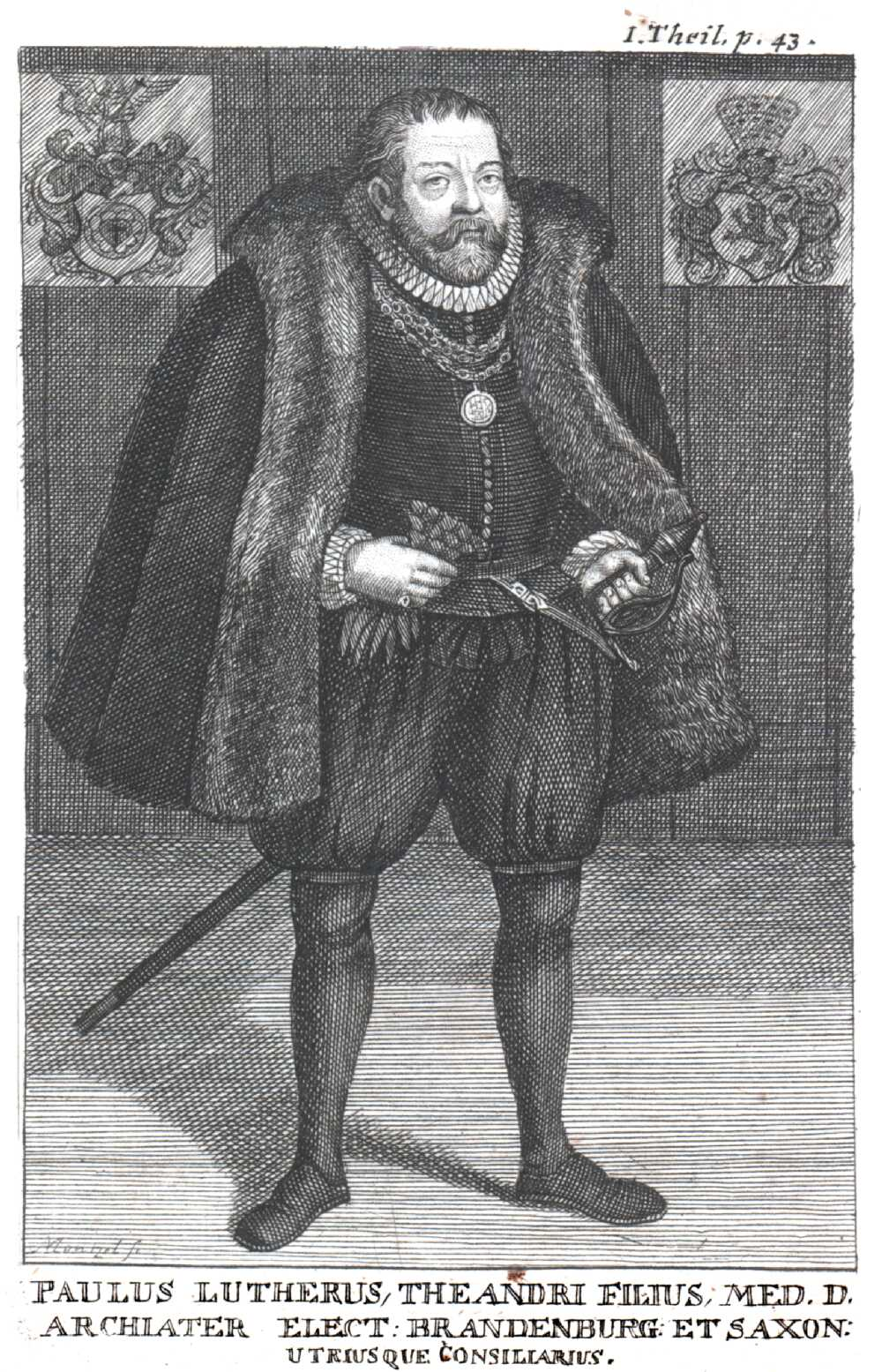
Paul Luther, (1533-1593)

- Katharina von Bora
- Katharina von Bora, Lutherin Arhivat în 10 iulie 2006, la Wayback Machine.

1. 1 2   https://www.evangelisch.de/inhalte/90067/21-11-2013/zehn-protestanten-und-ihre-letzten-ruhestaetten, accesat în 28 iunie 2021 Lipsește sau este vid: |title= (ajutor)
2. 1 2  Genealogics
3. ↑  Czech National Authority Database, accesat în 1 martie 2022